# 軽躁病
軽躁病（けいそうびょう、英: Hypomania）について解説する。
『精神障害の診断と統計マニュアル第4版』（DSM-IV）には、気分障害の特徴の1つに、「軽躁病エピソード」があり、このエピソードを含む場合には双極II型障害に診断されることがある。また「軽躁病エピソード」を満たさない軽躁状態は気分循環性障害とされることがある（詳細については双極性障害を参照）